# Robert Thornton
Robert Thornton (né le 17 juillet 1967 à Irvine) est un joueur écossais professionnel de fléchettes.
Il est l'auteur d'un nine-dart finish lors du World Grand Prix 2014.